# Gaia Cauchi
Gaia Cauchi, malteška pevka, * 19. november 2002. 
Gaia je zastopala Malto na mladinski pesmi Evrovizije 2013 s pesmijo »The Start« s katero je tudi zmagala.

## Kariera
Gaiin prvi mednarodni nastop se je zgodil leta 2011, ko je nastopila v priljubljeni italijanski televizijski oddaji »Ti Lascio Una Canzone«. Leto kasneje je nastopila na prestižnem festivalu Sanremo Junior, kjer je zmagala v svoji kategoriji.
Po krajšem premoru od tekmovanj se je malteška nacionalna televizija PBS odločila, da se vrne na mladinsko Evrovizijo. Svojo predstavnico pa so izbrali interno. Gaia Cauchi je dne 30. novembra z prednostjo 9 točk premagala drugo uvrščeno Ukrajino in zmagala na tekmovanju. Postala je prva pevka z Malte, ki je zmagala na mladinski pesmi Evrovizije.
Dne 2. decembra 2013 je premier Joseph Muscat napovedal, da bo Gaia prejela red Xirka Ġieħ ir-Repubblika, ki velja za njihovo najvišje odlikovanje v državi. Vendar je ona in njena ekipa namesto tega, dne 13. decembra 2013 prejela Midalja għall-Qadi tar-Repubblika.
Cauchi se je leta 2014 predstavila na tekmovanju za pesem Evrovizije 2014, kjer je izvedla del svoje zmagovalne pesmi. Leta 2014 in 2016 je na mladinski pesmi Evrovizije razkrila točke žirije.
Leta 2019 je izdala svoj singel »Why Should I« s katero je bila nominirana za 3 nagrade na podelitvi nagrad Malta Music Awards.

## Diskografija

### Pesmi
- »Noti u Kliem« (2012)
- »The Start« (2013)
- »Floating on Air« (2014)
- »#together« (2014)
- »Children of the Future« (2014)
- »Hey Hello« (2017)
- »Why Should I« (2019)